# Раймонд Паулс
Раймонд Паулс (на латвийски: Ojārs Raimonds Pauls) е латвийски композитор.

## Биография
Роден е в Рига на 12 януари 1936 г.
Композира поп песни, джаз, инструментална музика. Сред най-известните песни, които е композирал, са „Миллион алых роз“, Делу – время" и „Старинные часы“ на Алла Пугачова, както и „Вернисаж“ на Лайма Вайкуле и Валерий Леонтиев.